# Borna Ćorić
Borna Ćorić (Zagreb, 14 november 1996) is een Kroatisch tennisspeler. Hij heeft drie ATP-toernooien en twee challengers op zijn naam staan. Hij won in 2013 de juniorentitel op het US Open.

## Palmares enkelspel
| Legenda                       | Legenda               |
| ----------------------------- | --------------------- |
| Grand Slam                    |                       |
| Olympische Spelen             |                       |
| tot 2009                      | vanaf 2009            |
| Tennis Masters Cup            | ATP Finals            |
| ATP Masters Series            | ATP Tour Masters 1000 |
| ATP International Series Gold | ATP Tour 500          |
| ATP International Series      | ATP Tour 250          |

| Nr.                  | Datum             | Toernooi            | Ondergrond    | Tegenstander in finale | Score            |         |
| -------------------- | ----------------- | ------------------- | ------------- | ---------------------- | ---------------- | ------- |
| Gewonnen finales     |                   |                     |               |                        |                  |         |
| 1.                   | 16 april 2017     | ATP Marrakesh       | Gravel        | Philipp Kohlschreiber  | 5-7, 7-6(3), 7-5 | Details |
| 2.                   | 24 juni 2018      | ATP Halle           | Gras          | Roger Federer          | 7-6(6), 3-6, 6-2 | Details |
| 3.                   | 21 augustus 2022  | ATP Cincinnati      | Hardcourt     | Stéfanos Tsitsipás     | 7-6, 6-2         | Details |
| Verloren finales     |                   |                     |               |                        |                  |         |
| 1.                   | 10 januari 2016   | ATP Chennai         | Hardcourt     | Stan Wawrinka          | 3-6, 5-7         | Details |
| 2.                   | 10 april 2016     | ATP Marrakesh       | Hardcourt     | Federico Delbonis      | 2-6, 4-6         | Details |
| 3.                   | 14 oktober 2018   | ATP Shanghai        | Hardcourt     | Novak Đoković          | 3-6, 4-6         | Details |
| 4.                   | 22 september 2019 | ATP Sint-Petersburg | Hardcourt (i) | Daniil Medvedev        | 3-6, 1-6         | Details |
| 5.                   | 18 oktober 2020   | ATP Sint-Petersburg | Hardcourt (i) | Andrej Roebljov        | 6-7(5), 4-6      | Details |
| Gewonnen challengers |                   |                     |               |                        |                  |         |
| 1.                   | 15 september 2014 | İzmir               | Hardcourt     | Malek Jaziri           | 6-1, 6-7(7), 6-4 |         |
| 2.                   | 13 september 2015 | Barranquilla        | Gravel        | Rogério Dutra da Silva | 6-4, 6-1         |         |
| 3.                   | 19 juni 2022      | Montechiarugolo     | Gravel        | Elias Ymer             | 7-6(4), 6-0      |         |

### Landencompetities
| Nr.              | Datum        | Toernooi   | Ondergrond | Partner(s)  | Tegenstanders             | Score               | Ref.    |
| ---------------- | ------------ | ---------- | ---------- | ----------- | ------------------------- | ------------------- | ------- |
| gewonnen finales |              |            |            |             |                           |                     |         |
| 1.               | 23 juli 2023 | Hopman Cup | Hardcourt  | Donna Vekić | Leandro Riedi Céline Naef | 2-0 (2 wedstrijden) | details |

## Resultaten grote toernooien
| Legenda | Legenda                          |
| ------- | -------------------------------- |
| g.t.    | geen toernooi gehouden           |
| l.c.    | lagere categorie                 |
| –       | niet deelgenomen                 |
| G       | uitgeschakeld in de groepsfase   |
| 1R      | uitgeschakeld in de eerste ronde |
| 2R      | uitgeschakeld in de tweede ronde |
| 3R      | uitgeschakeld in de derde ronde  |
| 4R      | uitgeschakeld in de vierde ronde |
| KF      | uitgeschakeld in de kwartfinale  |
| HF      | uitgeschakeld in de halve finale |
| F       | de finale verloren               |
| W       | het toernooi gewonnen            |
| w-v     | winst/verlies-balans             |

### Enkelspel
| toernooi             | 2014 | 2015 | 2016 | 2017 | 2018 | 2019 | 2020 | 2021 | 2022 | 2023 | 2024 |
| -------------------- | ---- | ---- | ---- | ---- | ---- | ---- | ---- | ---- | ---- | ---- | ---- |
| grandslamtoernooien  |      |      |      |      |      |      |      |      |      |      |      |
| Australian Open      | –    | 1R   | 1R   | 1R   | 1R   | 4R   | 1R   | 2R   | –    | 1R   |      |
| Roland Garros        | –    | 3R   | 3R   | 2R   | 3R   | 3R   | 1R   | –    | 2R   | 3R   |      |
| Wimbledon            | –    | 2R   | 1R   | 1R   | 1R   | –    | g.t. | –    | –    | 1R   |      |
| US Open              | 2R   | 1R   | 1R   | 3R   | 4R   | 2R   | KF   | –    | 2R   | 1R   |      |
| ATP Masters 1000     |      |      |      |      |      |      |      |      |      |      |      |
| Indian Wells         | –    | 2R   | 3R   | 1R   | HF   | 2R   | g.t. | –    | 1R   | 2R   |      |
| Miami                | –    | 2R   | 1R   | 3R   | KF   | KF   | g.t. | –    | 2R   | 2R   |      |
| Monte Carlo          | –    | 1R   | 1R   | 1R   | 2R   | KF   | g.t. | –    | 1R   | 1R   |      |
| Madrid               | –    | –    | 2R   | KF   | 3R   | 1R   | g.t. | –    | 1R   | HF   |      |
| Rome                 | –    | –    | 1R   | –    | –    | 3R   | 2R   | –    | 1R   | KF   |      |
| Montreal/Toronto     | –    | 1R   | 2R   | 2R   | 2R   | 2R   | g.t. | –    | 1R   | 1R   |      |
| Cincinnati           | –    | 2R   | KF   | 1R   | 2R   | 1R   | 2R   | –    | W    | 2R   |      |
| Shanghai             | –    | 2R   | –    | –    | F    | 1R   | g.t. | g.t. | g.t. | –    |      |
| Parijs               | –    | 2R   | –    | 2R   | 3R   | 1R   | 2R   | –    | 1R   | –    |      |
| olympisch            |      |      |      |      |      |      |      |      |      |      |      |
| Olympische Spelen    | g.t. | g.t. | 1R   | g.t. | g.t. | g.t. | g.t. | –    | g.t. | g.t. |      |
| statistieken         |      |      |      |      |      |      |      |      |      |      |      |
| totaal aantal titels | 0    | 0    | 0    | 1    | 0    | 0    | 0    | 0    | 1    | 0    | 0    |
| eindejaarsranking    | 102  | 33   | 48   | 48   | 12   | 28   | 24   | 73   | 26   | 37   |      |

### Dubbelspel
| grandslamtoernooien  |      |      |      |
| Australian Open      | –    | –    | 1R   |
| Roland Garros        | –    | –    | –    |
| Wimbledon            | –    | –    | g.t. |
| US Open              | –    | –    | –    |
| ATP Masters 1000     |      |      |      |
| Indian Wells         | –    | –    | g.t. |
| Miami                | –    | –    | g.t. |
| Monte Carlo          | –    | –    | g.t. |
| Madrid               | –    | –    | g.t. |
| Rome                 | –    | 1R   | –    |
| Montreal/Toronto     | 1R   | –    | g.t. |
| Cincinnati           | –    | –    | 1R   |
| Shanghai             | –    | 1R   | g.t. |
| Parijs               | –    | –    | –    |
| olympisch            |      |      |      |
| Olympische Spelen    | g.t. | g.t. | g.t. |
| statistieken         |      |      |      |
| totaal aantal titels | 0    | 0    | 0    |
| eindejaarsranking    | 451  | –    | –    |